# Himmelspol

Jorden har en himmelsnordpol och en himmelssydpol.

En himmelspol är en punkt på en (stjärn)himmel som står rakt ovanför en geografisk pol på jorden eller den himlakropp där man befinner sig.
I och med att stjärnhimlen tänks rotera kring himmelspolen under dygnet, ser den ut att stå stilla. Vid norra himmelspolen finns polstjärnan.

## Historik
Begreppet himmelspol finns belagt i svenska språket sedan 1685. Det stavades då som himlepol, medan den exakta stavningen himmelspol användes första gången 1790.

## Liknande begrepp
Himmelspol ska inte blandas samman med de båda begreppen zenit och nadir. Dessa syftar på punkterna på himlen som står rakt ovanför respektive rakt under en viss person eller ett visst objekt, och de har ingen koppling till en planets längdaxel. Zenit och nadir är poler till horisontalplanet.